# NAD(P)H oxidasa
La enzima NAD(P)H oxidasa o dual oxidasa (DUOX), EC 1.6.3.1, cataliza la reacción de oxidación del NADH o NADPH a NAD+ o NADP+ utilizando para ello oxígeno molecular y produciendo radical superóxido. Utiliza como cofactores calcio, FAD y el grupo hemo.
NAD(P)H + O2 {\displaystyle \rightleftharpoons } NAD(P)+ + O2-
Esta proteína de transmembrana en presencia de calcio genera radical superóxido transfiriendo electrones desde el NAD(P)H intracelular al oxígeno extracelular. El puente de electrones a través de la enzima contiene una molécula de FAD y probablemente dos grupos hemo. La proteína se expresa en la membrana apical de los tirocitos y proporciona peróxido de hidrógeno para la biosíntesis de las hormonas tiroideas catalizada por la tiroides peroxidasa.
También participa en la defensa antimicrobiana mediada por la lactoperoxidasa en la superficie de las mucosas. Tiene su propia actividad peroxidasa a través de su peroxidasa-dominio N-terminal.

## DUOX humanas
Existen dos variantes de la DUOX.
- NAD(P)H oxidasa 1 (DUOX1). Aparte de en los tirocitos se expresa también en la tráquea, bronquios y en menor medida en la placenta, testículos, próstata, páncreas y corazón. Existen dos isoformas de esta variante.

- NAD(P)H oxidasa 2 (DUOX2). Aparte de en los tirocitos se expresa también en el colon, intestino delgado, duodeno y en la superficie de las células epiteliales de la tráquea. También se ha detectado en los riñones, hígado, pulmones, páncreas, próstata, glándulas salivales, recto y testículos. Un defecto en DUOX2 es causa de hipotiroidismo congénito debido a dishormonogénesis tipo 6 (CHDH6). La CHDH6 es debida a un defecto de conversión del yodo acumulado a "yodo orgánico". El defecto de organificación del yodo puede ser parcial o completo.

## Proteínas asociadas a las DUOX
Para que las DUOX realicen sus funciones son necesarias las siguientes proteínas complementarias:
- TXNDC11 (Q6PKC3), que actúa como un regulador redox que participa en el plegamiento de las DUOX's.

- Tiroides peroxidasa.

- Citocromo b-245 de cadena ligera (CYBA) (P13498).